# CNews
CNews (tidligere I-Télé) er en fransk tv-kanal grundlagt 4. november 1999. Det er en nyhedskanal.